# 11622 Samuele
11622 Samuele (1996 RD4) là một tiểu hành tinh vành đai chính được phát hiện ngày 9 tháng 9 năm 1996 bởi A. Boattini và L. Tesi ở San Marcello Pistoiese.